# Kurt Mandelbaum
Kurt Mandelbaum (1904-1995), también llamado Kurt Martin. Fue uno de los economistas más influyentes en el campo de la economía del desarrollo, al que contribuyó como científico, profesor y asesor de varios gobiernos del llamado Tercer Mundo.

## Biografía
Mandelbaum nació en Schweinfurt, Alemania, en el seno de una familia de clase media judía. A muy temprana edad, siendo un escolar, se unió a los movimientos obreros revolucionarios contra las políticas bélicas y expansionistas del emperador (Kaiser) Guillermo II. En 1922 se afilió al Partido Comunista, del que fue expulsado en 1926 bajo la acusación de "revisionista". Tras licenciarse en la universidad de Múnich, cursó su doctorado en el Instituto de Franckfort, el más afamado centro de estudios socialistas y marxistas de Alemania entre los años veinte y treinta. En 1931 volvió a la política activa, tomando parte en una organización defensiva antinazi. En 1933, tras el cierre del Instituto de Franckfort por parte de los nazis, Mandelbaum huyó a Viena, desde donde ayudó, a través de un pequeño grupo de resistencia alemán autodenominado Neu Beginnen, a salvar gente de los nazis. En 1936 se estableció en Inglaterra donde, a partir de 1940, trabajó durante una década como investigador en el Instituto de estadística de la Universidad de Oxford. En 1945 publicó The Industrialization of Backward Areas uno de los libros más influyentes, durante décadas, en la Economía del desarrollo. 
Mandelbaum también desarrolló su labor docente e investigadora en la Universidad de Mánchester, como director del postgrado en desarrollo económico, en la Universidad de Princeton y en el International Institute of Social Studies de La Haya.